# Côte de Luitpold
La côte de Luitpold  est une partie de la côte de la terre de Coats à proximité du glacier Hayes, qui est considérée comme la limite est de la barrière de Filchner. Elle a été découverte par Wilhelm Filchner, chef d'une expédition en 1911-12, et baptisée du nom du prince régent Luitpold de Bavière.